# کارتاگو (واییه دل کائوکا)
کارتاگو (واییه دل کائوکا) (به اسپانیایی: Cartago, Valle del Cauca) یک سکونتگاه مسکونی در کلمبیا است که در بخش بایه دل کائوکا واقع شده‌است.

## خصوصیات
کارتاگو ۲۷۹ کیلومترمربع مساحت و ۱۲۴٬۲۴۲ نفر جمعیت دارد و ۹۱۷ متر بالاتر از سطح دریا واقع شده‌است.